# São Pedro de Alva e São Paio de Mondego
São Pedro de Alva e São Paio de Mondego (llamada oficialmente União das Freguesias de São Pedro de Alva e São Paio de Mondego) es una freguesia portuguesa del municipio de Penacova, distrito de Coímbra.

## Historia
Fue creada el 28 de enero de 2013 en aplicación de una resolución de la Asamblea de la República de Portugal promulgada el 16 de enero de 2013 con la unión de las freguesias de São Paio de Mondego y São Pedro de Alva, pasando su sede a estar situada en la antigua freguesia de São Pedro de Alva.

## Demografía
| Gráfica de evolución demográfica de São Pedro de Alva e São Paio de Mondego entre 2011 y 2021 |
|                                                                                               |
| Datos según el nomenclátor publicado por el INE portugués.                                    |